# Braunia plicata
Braunia plicata är en bladmossart som beskrevs av Georg Friedrich von Jaeger 1876. Braunia plicata ingår i släktet Braunia och familjen Hedwigiaceae. Inga underarter finns listade i Catalogue of Life.